# Punta Calabre
La Punta Calabre (3.445 m s.l.m. - Pointe de Calabre in francese) è una montagna delle Alpi della Grande Sassière e del Rutor nelle Alpi Graie.

## Descrizione
La montagna si trova sul confine tra l'Italia (Valle d'Aosta) e la Francia (Rodano-Alpi).
Dal versante italiano chiude la Val di Rhêmes, anche se è un po' oscurata dalla più vicina Granta Parey.

## Accesso alla vetta
Si può salire sulla vetta partendo dal Rifugio Gian Federico Benevolo.